# Iliomar
Iliomar ist der Hauptort des osttimoresischen Verwaltungsamts Iliomar (Gemeinde Lautém).

## Name
Der Ortsname leitet sich ab von den Makalero-Wörtern Ili (deu.: Stein) und omar (Pfahlhaus).

## Geographie
Der Ort liegt im Südwesten der Gemeinde nahe der Südküste Timors in einer Höhe von 315 Metern über dem Meer. Er liegt verteilt auf die Sucos Aelebere, Iliomar I und Iliomar II. Hier gibt es eine Grundschule, eine Bücherei, eine Schule zur Vorbereitung auf die Sekundärstufe und ein kommunales Gesundheitszentrum. Das Fußballfeld bei der Grundschule wird als Hubschrauberlandeplatz verwendet. Im Dorf befindet sich ein Reiterstandbild, das den ehemaligen Herrscher Nokameta darstellt. Es wurde 1999 während der Gewaltwelle der pro-indonesischen Milizen beschädigt. Die katholische Kirche Nossa Senhora do Rosário de Fátima verfügt über einen eigenen Pfarrer, die umliegenden Dörfer haben zumeist Kapellen. Erst seit 2002 verfügt Iliomar wieder über eine störanfällige Stromversorgung. Zwei Dieselgeneratoren versorgen den Ort zwischen 7 und 12 Uhr abends, sofern Treibstoff vorhanden ist. Donnerstag und Sonntag vormittags findet hier der regionale Markt statt. Außerdem gibt es zwei Läden und einige kleine Kioske. Zum Siedlungszentrum von Iliomar gehören die Dörfer Fuat (im Suco Iliomar I), Ara'Ara, Aelebere, und Uatamar (alle im Suco Aelebere).
Zur Gemeindehauptstadt Lospalos sind es in Luftlinie 28 km nach Nordosten und zur Landeshauptstadt Dili etwa 137 km nach Nordwesten. Die südliche Küstenstraße, eine der Hauptverkehrsachsen des Landes, verlässt wenige Kilometer westlich von Iliomar die Küste, führt durch den Ort und dann 42 km weiter bis Lospalos, ihrem östlichen Ende. Je nach Zustand der Straße kann die Fahrt drei bis fünf Stunden dauern. Gerade in der Regenzeit kann es vorkommen, dass die Straßen aufgrund von Erdrutschen nicht passierbar sind. Regelmäßig fährt ein Lastwagen Iliomar an, ab und zu auch mal ein Bus.

## Geschichte

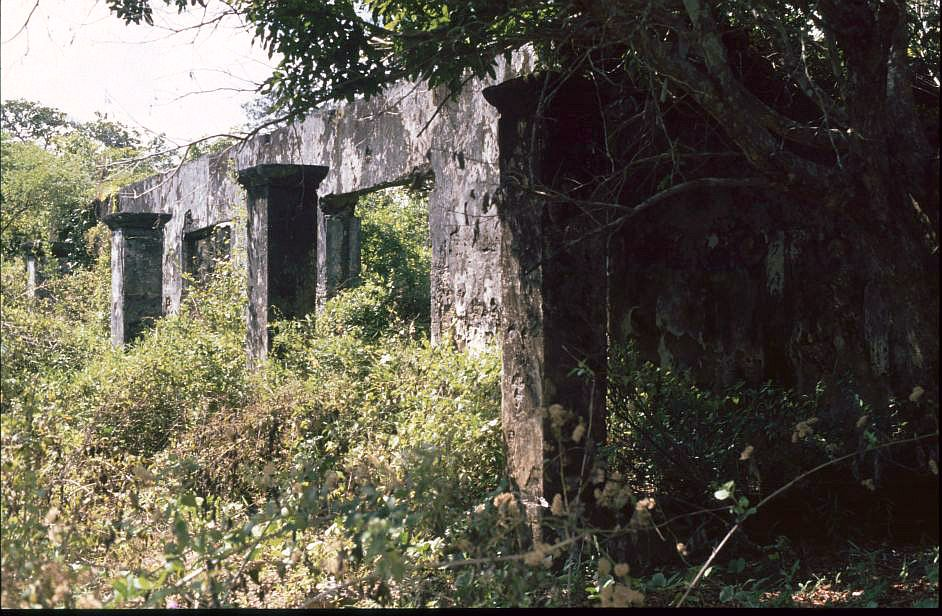
Ruinen bei Iliomar

Die damaligen Herrscher Nokameta und Rapimeta verlegten die Orte Iliomar I und II, vermutlich um 1894, ein paar Kilometer entlang der Küste nach Nordosten an ihre heutigen Standorte. 1904 wurde in Iliomar ein portugiesischer Militärposten mit Fort und Hafen errichtet. Das hier unterbrochene Korallenriff bot dem Hafen Schutz. Heute sind von den Anlagen nur noch Ruinen übrig.
Iliomar war 1976 ein Rückzugsgebiet der FALINTIL, die gegen die indonesischen Invasoren kämpfte. Hier gründete sie eine base de apoio, eine Widerstandsbasis, die Zuflucht für Flüchtlinge aus Iliomar, Lospalos und Uatucarbau bot. Der Widerstandskämpfer Francisco Ruas Hornay hatte in Iliomar seine Heimatbasis. Er wurde aber aufgrund von internen Kämpfen in der FRETILIN gefangen gesetzt und am 24. November 1976 hingerichtet.
Erst ab 1977 begann die indonesische Armee mit Angriffen auf die Region um Iliomar. Ende des Jahres wurde auch die restliche Bevölkerung von Iliomar durch die FRETILIN evakuiert. Zunächst zum Berg Legumau, und als die Indonesier im Juni 1978 von Uatucarbau aus anrückten, weiter nach Lavateri und schließlich zum Matebian. Nach dem Zusammenbruch des Widerstands dort am 22. November 1978 wollten die Einwohner Iliomars wieder in ihre Heimat zurückkehren. Am 28. November trafen sie auf indonesische Truppen, die sie zur Militärbasis in Baguia brachten, wo sie verhört wurden. Als FRETILIN-Führer Identifizierte wurden gefoltert und zum Teil hingerichtet. Die anderen konnten in das Verwaltungsamt Iliomar zurückkehren. Die ersten drei Wochen ließen sich 4000 bis 6000 Flüchtlinge um den alten portugiesischen Stützpunkt nieder. Dann trafen indonesischen Soldaten vom Bataillon 328 und Hansip-Milizionäre in Iliomar ein. Sofort wurden um den Posten sechs Militärposten eingerichtet. Die Chefes de Suco wurden angewiesen ihre Leute zu reorganisieren. Notunterkünfte wurden innerhalb des Militärrings errichtet. Portugiesisch wurde als Sprache verboten. Niemand durfte sich weiter als einen Kilometer von dem alten portugiesischen Posten entfernen, auch nicht zur Nahrungssuche. Wer sich nicht daran hielt, dem drohte die Erschießung. Jede Familie erhielt pro Woche Mais in Dosen, der gerade mal für drei Mahlzeiten reichte. Trotz vorhandener Möglichkeit wurde den Einheimischen verboten Gärten anzulegen. Bald kam es zu einer Hungersnot. Cholera und Beriberi brachen aus und Menschen starben. Eine Zeit lang wurde einigen Wenigen erlaubt, außerhalb des Lagers nach Essbarem zu suchen, doch als 162 Timoresen flohen, wurde diese Erleichterung wieder abgeschafft. Es wird geschätzt, dass in Iliomar zwischen Januar und Juli 1979 pro Monat 305 Menschen starben. Viele der Toten wurden nahe der alten portugiesischen Schule begraben. Einige Opfer wurden inzwischen von ihren Familien wieder ausgegraben und woanders beerdigt. Das Rote Kreuz versorgte zwischen September 1979 und 1981 die Bewohner mit Nahrungsmittel. Die Todesrate sank auf zehn pro Monat. Ab Mitte 1982 übernahm die UNICEF die Aufgabe der Versorgung, musste aber seine Tätigkeiten 1983 einstellen, als die militärischen Operationen der Indonesier in der Region zunahmen.
1983 wurde in der Region ein Waffenstillstand zwischen Indonesiern und FALINTIL vereinbart. Die 1990er-Jahre blieben weitgehend ruhig. Nach dem Unabhängigkeitsreferendum in Osttimor 1999, bei dem sich die Mehrheit der Osttimoresen für die Unabhängigkeit von Indonesien aussprach, brannten die indonesische Streitkräfte in Iliomar öffentliche Gebäude, wie das Verwaltungsgebäude, die medizinische Station und die prä-sekundäre Schule nieder und erschossen mehrere Haustiere.

## Sport
Der FC Lero spielt in der Liga Futebol Amadora Segunda Divisão 2018. Ein weiterer registrierter Fußballverein ist der AS Lero.